# Pleurothallis avenacea
Pleurothallis avenacea är en orkidéart som beskrevs av Oakes Ames. Pleurothallis avenacea ingår i släktet Pleurothallis och familjen orkidéer. Inga underarter finns listade i Catalogue of Life.